# Championnat de Hongrie de rugby à XV 2022-2023
Navigation
Championnat 2021-2022 Championnat 2023-2024
Le championnat de Hongrie de rugby à XV 2022-2023 appelé NB I., oppose les six meilleures équipes hongroises de rugby à XV. Pendant la saison régulière, les six équipes s'affrontent en phase aller-retour. Les deux premiers se qualifient pour la finale, tandis que les 3e et 4e s'affrontent pour la médaille de bronze et le dernier joue un barrage pour éviter la relégation face au champion de deuxième division. 

## Les clubs de l'édition 2022-2023
Les dix équipes participant à l'Ekstraliga sont les suivantes :				
| Esztergom Szeged Battai Budapest Kecskemét Honfoglalók |

| Équipe             | Stade                                     | Capacité | Ville          |
| ------------------ | ----------------------------------------- | -------- | -------------- |
| Battai Bulldogok   | Százhalombatta Leisure Centre Rugby Field | 0        | Százhalombatta |
| Budapest Exiles    | Spartacus Stadium                         | 0        | Budapest       |
| Honfoglalók RC     | Nagykőrösi sportpálya                     | 0        | Nagykőrös      |
| Esztergomi Vitézek | Rugby Club Hotel Field                    | 1 000    | Esztergom      |
| FW Gorillák Szeged | Szeged Városi Stadion                     | 0        | Szeged         |
| Kecskeméti ARC     | Széktó Stadium 4                          | 0        | Kecskemét      |

## Saison régulière

### Classement
| Rang | Club                   | J  | V | N | D | Pm  | Pe  | Diff | Pts |
| ---- | ---------------------- | -- | - | - | - | --- | --- | ---- | --- |
| 1    | FW Gorillák Szeged (T) | 10 | 8 | 0 | 2 | 235 | 139 | +96  | 41  |
| 2    | Esztergomi Vitézek     | 10 | 7 | 0 | 3 | 208 | 181 | +27  | 35  |
| 3    | Budapest Exiles        | 10 | 6 | 0 | 4 | 195 | 185 | +10  | 33  |
| 4    | Battai Bulldogok       | 10 | 4 | 0 | 6 | 278 | 214 | +64  | 31  |
| 5    | Honfoglalók RC         | 10 | 4 | 0 | 6 | 180 | 246 | -66  | 26  |
| 6    | Kecskeméti ARC         | 10 | 1 | 0 | 9 | 144 | 275 | -131 | 16  |

|  | Qualifiés pour la finale (no 1, no 2).                   |
|  | Qualifiés pour le match pour la 3ème place (no 3, no 4). |
|  | Barrage de relégation (no 6).                            |
|  | T : champion 2022                                        |

## Phase finale

### Finale
| 20 mai 2023 | FW Gorillák Szeged | 32 - 36 (8 - 24) | Esztergomi Vitézek | Budapest Rugby Center, Budapest Arbitre : Michael Naulais |
| 20 mai 2023 | Essai(s) : Mađanović (40e), Kovács 3 (49e, 59e, 79e), Kóczi (66e) Transformation(s) : Kirti 2 (66e, 79e) Pénalité(s) : Györgyey (1re) | Rapport          | Essai(s) : Sovány (12e), Ágotai (24e), Csapó (35e), Stiglmayer 2 (70e, 78e) Transformation(s) : Collet 4 (12e, 24e, 35e, 70e) Pénalité(s) : Collet (4e) Carton(s) jaune(s) : Ágotai (48e) | Budapest Rugby Center, Budapest Arbitre : Michael Naulais |
| 20 mai 2023 | | Rapport          | | Budapest Rugby Center, Budapest Arbitre : Michael Naulais |

| Titulaires · Krisztián Kirti 15 · Danijel Kajan 14 · Dragan Kokanović 13 · Predrag Keglic 12 · Bertalan Koltai 11 · András Györgyey 10 · Dominik Nagymihály 9 · Aleksandar Mađanović 8 · Ádám Bálint 7 · Dániel Talpai 6 · Roland Márki 19 · Manó Márk Kovacs 4 · Dániel Gárgyán 3 · Zorán Terhes 2 · Tamás Szabó 1 · Remplaçants · Tamás Hardi 16 · Csaba Kóczi 17 · Tamás Petrov 18 · Ábel Petrov 5 · Aleksandar Đorđević 20 · Bence Baranyi 21 · Gergő Drabbant 22 · Soma Hajdu 23 · |  | Titulaires · 15 Tímár Suiogan · 14 Erik Szalma · 13 Erhard Sovány · 12 Márk Stiglmayer · 11 Erik Csapó · 10 Grégoire Collet · 9 Ádám Belencsák · 8 Ákos Ágotai · 7 Hunor Vodicska · 6 Péter Visi · 5 Darius Sőlősi · 4 Denis Stavila · 20 Regő Rácz · 2 Béla Varda · 17 István Kovács-Goda · Remplaçants · 16 Károly Suiogan · 18 Sándor Bende · 1 Tamás Volentér · 19 Zoltán Koller · 30 Imre Szóda · 21 Raul Zaiba · 26 András Gódor · 22 Ádám Tímár · |

### 3eplace
| 20 mai 2023 | Budapest Exiles | 56 - 31 (34 - 5) | Battai Bulldogok | Budapest Rugby Center, Budapest |
| 20 mai 2023 | Rapport         |                  |                  | Budapest Rugby Center, Budapest |
| 20 mai 2023 |                 |                  |                  | Budapest Rugby Center, Budapest |

### Barrage de relégation
| 20 mai 2023 | Debreceni Huszárok | 29 - 33 (15 - 12) | Kecskeméti ARC | Budapest Rugby Center, Budapest |
| 20 mai 2023 | Rapport            |                   |                | Budapest Rugby Center, Budapest |
| 20 mai 2023 |                    |                   |                | Budapest Rugby Center, Budapest |